# Католицька церква в М'янмі
Като́лицька це́рква в М'я́нмі — друга християнська конфесія Мянми. Складова всесвітньої Католицької церкви, яку очолює на Землі римський папа. Керується конференцією єпископів. Станом на 2004 рік у країні нараховувалося близько 603 000 католиків (1,03% від усього населення). Існувало 12 діоцезій, які об'єднували 290 церковних парафій.  Кількість  священиків — 544 (з них представники секулярного духовенства — 515, члени чернечих організацій — 29), постійних дияконів — 0, монахів — 159, монахинь — 1454.